# Sportgemeinschaft Dynamo Dresden 2015-2016
Questa voce raccoglie le informazioni riguardanti la Sportgemeinschaft Dynamo Dresden nelle competizioni ufficiali della stagione 2015-2016.

## Stagione
Nella stagione 2015-2016 il Dinamo Dresda, allenato da Uwe Neuhaus, concluse il campionato di 3. Liga al 1º posto e fu promosso in 2. Bundesliga.

## Rosa
| N. |                      | Ruolo | Calciatore              |
| -- | -------------------- | ----- | ----------------------- |
| 1  | Germania (bandiera)  | P     | Janis Blaswich          |
| 4  | Argentina (bandiera) | D     | Giuliano Modica         |
| 5  | Germania (bandiera)  | D     | Michael Hefele          |
| 6  | Germania (bandiera)  | C     | Marco Hartmann          |
| 7  | Germania (bandiera)  | D     | Niklas Kreuzer          |
| 8  | Germania (bandiera)  | D     | Nils Teixeira           |
| 9  | Finlandia (bandiera) | A     | Tim Väyrynen            |
| 10 | Germania (bandiera)  | C     | Luca Dürholtz           |
| 11 | Germania (bandiera)  | A     | Justin Eilers           |
| 14 | Francia (bandiera)   | P     | Jean-François Kornetzky |
| 15 | Siria (bandiera)     | C     | Aias Aosman             |
| 16 | Germania (bandiera)  | C     | Jim-Patrick Müller      |
| 17 | Germania (bandiera)  | C     | Andreas Lambertz        |
| 18 | Germania (bandiera)  | D     | Jannik Müller           |
| 20 | Germania (bandiera)  | D     | Fabian Müller           |

| N. |                     | Ruolo | Calciatore       |
| -- | ------------------- | ----- | ---------------- |
| 21 | Germania (bandiera) | C     | Quirin Moll      |
| 22 | Turchia (bandiera)  | C     | Sinan Tekerci    |
| 23 | Germania (bandiera) | D     | Fabian Holthaus  |
| 24 | Germania (bandiera) | P     | Patrick Wiegers  |
| 28 | Germania (bandiera) | D     | Niklas Landgraf  |
| 29 | Germania (bandiera) | C     | Robin Fluß       |
| 30 | Germania (bandiera) | A     | Stefan Kutschke  |
| 31 | Germania (bandiera) | C     | Robert Andrich   |
| 33 | Germania (bandiera) | P     | Markus Schubert  |
| 34 | Germania (bandiera) | C     | Marvin Stefaniak |
| 35 | Germania (bandiera) | D     | Johann Weiß      |
| 36 | Germania (bandiera) | C     | Niklas Hauptmann |
| 37 | Germania (bandiera) | A     | Pascal Testroet  |
| 38 | Germania (bandiera) | A     | Tom Hagemann     |
| 39 | Germania (bandiera) | P     | Christian Tietz  |

## Organigramma societario
Area tecnica
- Allenatore: Uwe Neuhaus
- Allenatore in seconda: Matthias Lust, Peter Németh
- Preparatore dei portieri: Brano Arsenović
- Preparatori atletici:

## Calciomercato

### Sessione estiva
| Acquisti | Acquisti         | Acquisti             | Acquisti |
| R.       | Nome             | da                   | Modalità |
| -------- | ---------------- | -------------------- | -------- |
| A        | Tim Väyrynen     | Borussia Dortmund II |          |
| C        | Aias Aosman      | Jahn Ratisbona       |          |
| P        | Janis Blaswich   | Borussia M'gladbach  |          |
| A        | Tom Hagemann     | Dinamo Dresda II     |          |
| C        | Niklas Hauptmann | Dinamo Dresda II     |          |
| C        | Andreas Lambertz | Fortuna Düsseldorf   |          |
| D        | Giuliano Modica  | Kickers Offenbach    |          |
| D        | Fabian Müller    | Erzgebirge Aue       |          |
| P        | Markus Schubert  | Dinamo Dresda U17    |          |
| A        | Pascal Testroet  | Arminia Bielefeld    |          |
| D        | Johann Weiß      | Dinamo Dresda U19    |          |

| Cessioni | Cessioni            | Cessioni             | Cessioni |
| R.       | Nome                | a                    | Modalità |
| -------- | ------------------- | -------------------- | -------- |
| C        | Dominic Baumann     | Norimberga II        |          |
| A        | Sylvano Comvalius   | Hessen Kassel        |          |
| D        | Dennis Erdmann      | Hansa Rostock        |          |
| A        | Mathias Fetsch      | Augusta              |          |
| C        | Cristian Fiél       | Dinamo Dresda U19    |          |
| D        | Tobias Heppner      | Budissa Bautzen      |          |
| C        | Paul Milde          | Union Fürstenwalde   |          |
| A        | Tobias Müller       | Hallescher           |          |
| C        | Franz Pfanne        | Budissa Bautzen      |          |
| D        | Alban Sabah         | Waldhof Mannheim     |          |
| P        | Markus Scholz       | Waldhof Mannheim     |          |
| D        | David Vržogić       | Alemannia Aquisgrana |          |
| A        | Furhgill Zeldenrust | Den Bosch            |          |

### Sessione invernale
| Acquisti | Acquisti        | Acquisti           | Acquisti |
| R.       | Nome            | da                 | Modalità |
| -------- | --------------- | ------------------ | -------- |
| D        | Fabian Holthaus | Fortuna Düsseldorf |          |
| A        | Stefan Kutschke | Norimberga         |          |

| Cessioni | Cessioni | Cessioni | Cessioni |
| R.       | Nome     | a        | Modalità |
| -------- | -------- | -------- | -------- |

## Risultati

### 3. Liga

#### Girone di andata
| Arbitro: | Schröder |

|                                         |           |                |
| Aosman 23’ Väyrynen 33’ Eilers 56’, 64’ | Marcatori | 60’ Zimmermann |

| Arbitro: | Aarnink |

|                  |           |                   |
| Shapourzadeh 79’ | Marcatori | 83’ (rig.) Hefele |

| Arbitro: | Meyer |

|                                    |           |              |
| Testroet 48’ Aosman 87’ Eilers 90’ | Marcatori | 67’ Kammlott |

| Arbitro: | Bokop |

|            |           |            |
| Saller 50’ | Marcatori | 60’ Eilers |

| Arbitro: | Stark |

|                                  |           |                                   |
| Eilers 12’ Hefele 85’ Modica 87’ | Marcatori | 45’ (rig.) Bertram 74’ Engelhardt |

| Arbitro: | Kornblum |

|             |           |                                |
| Hilßner 10’ | Marcatori | 70’ Lambertz 90’ (rig.) Eilers |

| Arbitro: | Dingert |

|              |           |  |
| Testroet 52’ | Marcatori |  |

| Arbitro: | Huber |

|            |           |                                                          |
| Königs 69’ | Marcatori | 4’, 84’ (rig.) Eilers 11’ Hefele 47’ Testroet 53’ Aosman |

| Arbitro: | Kircher |

|                 |           |             |
| Eilers 12’, 90’ | Marcatori | 36’ Álvarez |

| Arbitro: | Sippel |

|             |           |                       |
| Soriano 78’ | Marcatori | 15’ Eilers 65’ Hefele |

| Arbitro: | Siewer |

|                                                 |           |  |
| Tekerci 2’ Hefele 35’ Testroet 52’ Lambertz 62’ | Marcatori |  |

| Arbitro: | Perl |

|           |           |                                            |
| Ikeng 89’ | Marcatori | 14’ Hartmann 75’ (aut.) Dorda 90’ Testroet |

| Arbitro: | Zwayer |

|  |           |          |
|  | Marcatori | 53’ Holz |

| Arbitro: | Willenborg |

|                |           |                          |
| Siedschlag 75’ | Marcatori | 12’ Stefaniak 35’ Eilers |

| Arbitro: | Brych |

|                                     |           |                               |
| Eilers 21’ (rig.), 81’ Testroet 73’ | Marcatori | 35’ Farrona-Pulido 89’ Malone |

| Arbitro: | Storks |

|                              |           |                         |
| Lorenz 20’ Schnellbacher 77’ | Marcatori | 50’ Testroet 90’ Hefele |

| Arbitro: | Schriever |

|                |           |              |
| Breitkreuz 73’ | Marcatori | 19’ Testroet |

| Dresda 28 novembre 2015, ore 14:00 CET 18ª giornata | Dinamo Dresda | 0 – 0 referto | Preußen Münster | Stadion Dresden (27 853 spett.)\| Arbitro: \| Aarnink \| |
| Arbitro:                                            | Aarnink       |               |                 |                                                          |

| Aspach 4 dicembre 2015, ore 19:15 CET 19ª giornata | Sonnenhof G. | 0 – 0 referto | Dinamo Dresda | Mechatronik Arena (9 751 spett.)\| Arbitro: \| Jablonski \| |
| Arbitro:                                           | Jablonski    |               |               |                                                             |

#### Girone di ritorno
| Arbitro: | Kempkes |

|              |           |            |
| Grüttner 83’ | Marcatori | 90’ Modica |

| Arbitro: | Gerach |

|                         |           |                |
| Testroet 27’ Eilers 45’ | Marcatori | 37’ Karsanidis |

| Arbitro: | Drees |

|                                        |           |                           |
| Höcher 45’ Tyrała 69’ (rig.) Aydın 90’ | Marcatori | 20’ Testroet 90’ Hartmann |

| Arbitro: | Hartmann |

|                                        |           |  |
| Testroet 24’ Hartmann 37’ Lambertz 61’ | Marcatori |  |

| Halle 7 febbraio 2016, ore 14:00 CET 24ª giornata | Hallescher | 0 – 0 referto | Dinamo Dresda | Erdgas Sportpark (11 534 spett.)\| Arbitro: \| Meyer \| |
| Arbitro:                                          | Meyer      |               |               |                                                         |

| Arbitro: | Thomsen |

|                           |           |                    |
| Hartmann 29’ Kutschke 54’ | Marcatori | 16’ (rig.) Hilßner |

| Arbitro: | Fritz |

|                                 |           |                        |
| Hefele 13’ (aut.) Danneberg 85’ | Marcatori | 6’ Aosman 37’ Testroet |

| Arbitro: | Heft |

|                                         |           |  |
| Aosman 11’ Testroet 20’, 49’ Eilers 68’ | Marcatori |  |

| Arbitro: | Kampka |

|  |           |                             |
|  | Marcatori | 8’, 36’ Testroet 85’ Eilers |

| Arbitro: | Cortus |

|               |           |            |
| Stefaniak 60’ | Marcatori | 76’ Nebihi |

| Aalen 11 marzo 2016, ore 19:00 CET 30ª giornata | Aalen  | 0 – 0 referto | Dinamo Dresda | Scholz-Arena (7 512 spett.)\| Arbitro: \| Storks \| |
| Arbitro:                                        | Storks |               |               |                                                     |

| Arbitro: | Weiner |

|                        |           |                                    |
| Eilers 28’ Andrich 87’ | Marcatori | 82’ (aut.) Hartmann 90’ Ahlschwede |

| Arbitro: | Schriever |

|  |           |                         |
|  | Marcatori | 33’ Eilers 81’ Testroet |

| Dresda 9 aprile 2016, ore 14:00 CEST 33ª giornata | Dinamo Dresda | 0 – 0 referto | Holstein Kiel | DDV-Stadion (28 935 spett.)\| Arbitro: \| Schröder \| |
| Arbitro:                                          | Schröder      |               |               |                                                       |

| Arbitro: | Gräfe |

|                                 |           |                         |
| Niemeyer 41’ Farrona-Pulido 60’ | Marcatori | 63’ Testroet 67’ Eilers |

| Arbitro: | Schlager |

|                                                    |           |  |
| Kutschke 46’ Eilers 57’ Stefaniak 82’ Väyrynen 87’ | Marcatori |  |

| Arbitro: | Schmidt |

|            |           |            |
| Hefele 26’ | Marcatori | 66’ Kvesić |

| Arbitro: | Kempkes |

|                                    |           |                             |
| Bischoff 85’ (rig.) Laprévotte 87’ | Marcatori | 7’ Kutschke 19’, 43’ Eilers |

| Arbitro: | Brand |

|                            |           |             |
| Stefaniak 78’ Väyrynen 88’ | Marcatori | 14’ Röttger |

## Statistiche

### Statistiche di squadra
| Competizione | Punti | In casa | In casa | In casa | In casa | In casa | In casa | In trasferta | In trasferta | In trasferta | In trasferta | In trasferta | In trasferta | Totale | Totale | Totale | Totale | Totale | Totale | DR  |
| Competizione | Punti | G       | V       | N       | P       | Gf      | Gs      | G            | V            | N            | P            | Gf           | Gs           | G      | V      | N      | P      | Gf     | Gs     | DR  |
| ------------ | ----- | ------- | ------- | ------- | ------- | ------- | ------- | ------------ | ------------ | ------------ | ------------ | ------------ | ------------ | ------ | ------ | ------ | ------ | ------ | ------ | --- |
| 3. Liga      | 78    | 19      | 13      | 5       | 1       | 41      | 15      | 19           | 8            | 10           | 1            | 34           | 20           | 38     | 21     | 15     | 2      | 75     | 35     | +40 |
| Totale       | 78    | 19      | 13      | 5       | 1       | 41      | 15      | 19           | 8            | 10           | 1            | 34           | 20           | 38     | 21     | 15     | 2      | 75     | 35     | +40 |

### Andamento in campionato
| Giornata  | 1 | 2 | 3 | 4 | 5 | 6 | 7 | 8 | 9 | 10 | 11 | 12 | 13 | 14 | 15 | 16 | 17 | 18 | 19 | 20 | 21 | 22 | 23 | 24 | 25 | 26 | 27 | 28 | 29 | 30 | 31 | 32 | 33 | 34 | 35 | 36 | 37 | 38 |
| --------- | - | - | - | - | - | - | - | - | - | -- | -- | -- | -- | -- | -- | -- | -- | -- | -- | -- | -- | -- | -- | -- | -- | -- | -- | -- | -- | -- | -- | -- | -- | -- | -- | -- | -- | -- |
| Luogo     | C | T | C | T | C | T | C | T | C | T  | C  | T  | C  | T  | C  | T  | T  | C  | T  | T  | C  | T  | C  | T  | C  | T  | C  | T  | C  | T  | C  | T  | C  | T  | C  | C  | T  | C  |
| Risultato | V | N | V | N | V | V | V | V | V | V  | V  | V  | P  | V  | V  | N  | N  | N  | N  | N  | V  | P  | V  | N  | V  | N  | V  | V  | N  | N  | N  | V  | N  | N  | V  | N  | V  | V  |
| Posizione | 2 | 3 | 1 | 1 | 1 | 1 | 1 | 1 | 1 | 1  | 1  | 1  | 1  | 1  | 1  | 1  | 1  | 1  | 1  | 1  | 1  | 1  | 1  | 1  | 1  | 1  | 1  | 1  | 1  | 1  | 1  | 1  | 1  | 1  | 1  | 1  | 1  | 1  |

Legenda:

Luogo: C = Casa; T = Trasferta. Risultato: V = Vittoria; N = Pareggio; P = Sconfitta.

### Statistiche dei giocatori
!! colspan="4" | Totale

| Giocatore    | 3. Liga R. Andrich | 3. Liga R. Andrich | 3. Liga R. Andrich | 3. Liga R. Andrich | 8        | 1    | 4           | 0          |
| Giocatore    | Presenze           | Reti               | Ammonizioni        | Espulsioni         | Presenze | Reti | Ammonizioni | Espulsioni |
| A. Aosman    | 33                 | 5                  | 5                  | 0                  |          |      |             |            |
| J. Blaswich  | 30                 | 0                  | 0                  | 0                  |          |      |             |            |
| L. Dürholtz  | 4                  | 0                  | 0                  | 0                  |          |      |             |            |
| J. Eilers    | 38                 | 23                 | 1                  | 0                  |          |      |             |            |
| M. Fetsch    | 6                  | 0                  | 1                  | 0                  |          |      |             |            |
| R. Fluß      | 0                  | 0                  | 0                  | 0                  |          |      |             |            |
| T. Hagemann  | 0                  | 0                  | 0                  | 0                  |          |      |             |            |
| M. Hartmann  | 30                 | 4                  | 6                  | 0                  |          |      |             |            |
| N. Hauptmann | 2                  | 0                  | 0                  | 0                  |          |      |             |            |
| M. Hefele    | 38                 | 7                  | 5                  | 0                  |          |      |             |            |
| F. Holthaus  | 11                 | 0                  | 2                  | 0                  |          |      |             |            |
| J. Kornetzky | 2                  | 0                  | 0                  | 0                  |          |      |             |            |
| N. Kreuzer   | 25                 | 0                  | 2                  | 0                  |          |      |             |            |
| S. Kutschke  | 15                 | 3                  | 0                  | 0                  |          |      |             |            |
| A. Lambertz  | 34                 | 3                  | 7                  | 1                  |          |      |             |            |
| N. Landgraf  | 1                  | 0                  | 0                  | 0                  |          |      |             |            |
| G. Modica    | 38                 | 2                  | 2                  | 0                  |          |      |             |            |
| Q. Moll      | 25                 | 0                  | 2                  | 0                  |          |      |             |            |
| F. Müller    | 33                 | 0                  | 6                  | 0                  |          |      |             |            |
| J. Müller    | 16                 | 0                  | 1                  | 0                  |          |      |             |            |
| J. Müller    | 21                 | 0                  | 4                  | 0                  |          |      |             |            |
| M. Schubert  | 1                  | 0                  | 0                  | 0                  |          |      |             |            |
| M. Stefaniak | 34                 | 4                  | 6                  | 0                  |          |      |             |            |
| N. Teixeira  | 15                 | 0                  | 2                  | 0                  |          |      |             |            |
| S. Tekerci   | 19                 | 1                  | 3                  | 0                  |          |      |             |            |
| P. Testroet  | 30                 | 18                 | 1                  | 0                  |          |      |             |            |
| C. Tietz     | 0                  | 0                  | 0                  | 0                  |          |      |             |            |
| T. Väyrynen  | 14                 | 3                  | 0                  | 0                  |          |      |             |            |
| J. Weiß      | 0                  | 0                  | 0                  | 0                  |          |      |             |            |
| P. Wiegers   | 5                  | 0                  | 0                  | 0                  |          |      |             |            |